# Dimerodontium pellucidum
Dimerodontium pellucidum là một loài Rêu trong họ Fabroniaceae. Loài này được (Schwägr.) Mitt. miêu tả khoa học đầu tiên năm 1869.